# Pecong
Pecong is een bestuurslaag in het regentschap Batam van de provincie Riau-archipel, Indonesië. Pecong telt 704 inwoners (volkstelling 2010).